# Kótronas (Laconie)
Kótronas, en grec moderne : Κότρωνας, est un village du dème du Magne-Oriental, district régional de Laconie, en Grèce.
Selon le recensement de 2011, la population du village compte 292 habitants.